# Johann Matthäus Voith
Johann Matthäus Voith (* 29. April 1803 in Heidenheim an der Brenz; † 22. April 1874 ebenda) war Mitglied und Mitbegründer der Schlosserfamilie Voith und des gleichnamigen Unternehmens aus Heidenheim.

## Leben
Johann Matthäus Voith wurde am 29. April 1803 als Sohn des Schlossers Johannes Voith in Heidenheim an der Brenz geboren. Nach dem Tod seines Vaters 1825 übernahm er dessen Schlosserwerkstatt in der Hinteren Gasse mit fünf Beschäftigten. Nach und nach verlegte er seine Werkstatt in die Schleifmühle, die sein Vater 1822 an der nahe gelegenen Brenz gekauft hatte. Anfangs entwickelte er Spinnmaschinen, Kunstwollmaschinen und Druckmaschinen und fertigte Aufträge, Zusatz- und Ersatzteile für Papiermühlen und Textilbetriebe in der Umgebung. 1833 heiratete er Johanna Mundigel. Mit ihr hatte er vier Kinder, darunter Friedrich Voith (1840–1913), der später die Schlosserei übernahm.
Im Jahr 1837 zog er dann mit seiner Familie in die Schleifmühle, die nun auch als Wohnung genutzt wurde und verkaufte das Haus in der Hinteren Gasse. Mit dem Nachbarn Heinrich Voelter (1817–1887), der dort eine Papiermühle betrieb, baute er zusammen 1852 einen Holzschleifer. Nun war es für Voelter möglich, Papier aus Holzschliff als Massenware herzustellen. Um die Papierqualität Voelters zu verbessern, erfand Johann Matthäus Voith 1859 den Raffineur. Diese Maschine half, das splittrige Grobmaterial des Holzschliffs zu verfeinern. Im Jahr 1864 bekam er von Voelter den Auftrag zum Neubau und damit der Erneuerung seiner Papiermühle. Dafür beschaffte er sich Werkzeugmaschinen und erweiterte seine Schlosserei um eine Gießerei. Im selben Jahr trat sein Sohn Friedrich in den Betrieb ein und er wurde nochmals um eine Drehbank zum Drehen von Walzen zur Papierherstellung erweitert. Am 1. Januar 1867 übergab nun Johann Matthäus Voith den Betrieb mit rund 30 Beschäftigten an seinen Sohn Friedrich Voith. Dieser gab ihm den Namen J.M. Voith, den das Unternehmen noch heute trägt.
Laut einem Gemeinderatsprotokoll vom 28. September 1849 betrug sein Vermögen 1849 über 7000 fl., acht Jahre später schätzte man es bereits auf 15.000 fl.